# هلوو بیئک
هلوو بیئک (دانمارکی: Halvor Birch; ۲۱ فوریهٔ ۱۸۸۵ – ۵ ژوئیهٔ ۱۹۶۲) ژیمناست هنری اهل دانمارک بود.